# Bolivarella acuminata
Bolivarella acuminata är en insektsart som beskrevs av Bolívar, I. 1889. Bolivarella acuminata ingår i släktet Bolivarella och familjen Pamphagidae. Inga underarter finns listade i Catalogue of Life.